# Sêxtupla coroa
A sêxtupla coroa (sextuple, em inglês) é o termo usado, pela imprensa esportiva, para a conquista de seis títulos em um ano ou temporada esportiva.
Dobradinhas e tripletes tendem a ser conquistas lembradas a longo prazo, mas ocorrem com certa frequência. Na década de 2010, os termos quadruple, quintuple e sextuple foram usados para se referir a quatro, cinco e seis troféus conquistados em uma única temporada.
Esta lista é limitada aos clubes que jogam na primeira divisão de seu sistema de liga.
FC Barcelona e FC Bayern Munich são as duas únicas equipas que alcançaram a sêxtupla coroa, tendo-a conseguido em 2009 e 2020, respetivamente.

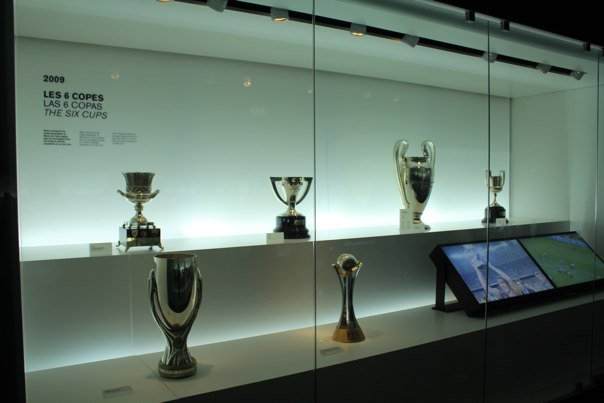
Os seis títulos conquistados pelo FC Barcelona em 2009 foram exibidos no Museu do Camp Nou.

## Futebol
A sêxtupla coroa significa a conquista de seis competições oficiais por um clube na mesma temporada: nacionalmente, campeonato (pontos corridos), copa (mata-mata) e supercopa; internacionalmente, principal copa continental (na Europa, Liga dos Campeões da UEFA) e supercopa continental (na Europa, Supercopa da UEFA), além da Copa do Mundo de Clubes da FIFA/Copa Intercontinental da FIFA (2000, 2005 a 2023; desde 2024). Com o Mundial de Clubes FIFA (Super Mundial) abre-se a possibilidade, a cada quatro anos a partir de 2025, de uma sétupla coroa.
Observe-se que alguns países apresentam uma copa nacional secundária, a "taça da liga" (disputada pelos melhores na última edição do nacional), o que possibilita vencer uma sêxtupla mesmo sem um mundial, mas com a copa continental secundária (na Europa, Liga Europa), ou uma sétupla coroa tendo a copa principal. Considerando a taça da liga e o Mundial FIFA quadrienal, pode-se ganhar até oitos títulos oficiais no mesmo ano, além de outras combinações de seis ou sete títulos.

### Vencedores da Sêxtupla coroa

#### Barcelona
O Barcelona venceu, na temporada 2008-09, Copa do Mundo de Clubes da FIFA, Liga dos Campeões da UEFA, Supercopa Europeia, Campeonato Espanhol, Copa do Rei e Supercopa da Espanha, inaugurando a façanha.
Abaixo, a tabela de jogos decisivos de Barcelona na conquista da sêxtupla coroa.
| Data                   | Adversário        | Placar | Competição                           | Estádio                  | Local     | Notas  |
| 10 de maio de 2009     | Villareal         | 3–3    | Campeonato Espanhol de 2008-09       | Camp Nou                 | Barcelona | [ 6 ]  |
| 13 de maio de 2009     | Athletic Bilbao   | 4–1    | Copa da Espanha de 2008-09           | Estádio de Mestalla      | Valencia  | [ 7 ]  |
| 27 de maio de 2009     | Manchester United | 2–0    | Liga dos Campeões da UEFA de 2008–09 | Estádio Olímpico de Roma | Roma      | [ 8 ]  |
| 23 de agosto de 2009   | Athletic Bilbao   | 3–0    | Supercopa da Espanha de 2009         | Camp Nou                 | Barcelona | [ 9 ]  |
| 28 de agosto de 2009   | Shakhtar Donetsk  | 1–0    | Supercopa da UEFA de 2009            | Stade Louis II           | Mónaco    | [ 10 ] |
| 19 de dezembro de 2009 | Estudiantes       | 2–1    | Copa do Mundo de Clubes de 2009      | Estádio Xeique Zayed     | Abu Dhabi | [ 11 ] |

#### Bayern de Munique
O Bayern de Munique, na temporada 2019-20, também alcançou tal feito, ao vencer Campeonato Alemão, Copa da Alemanha, Supercopa da Alemanha, Supercopa da UEFA, Liga dos Campeões da UEFA e Copa do Mundo de Clubes da FIFA.
Abaixo, a tabela de jogos decisivos de Bayern de Munique na conquista da sêxtupla coroa.
| Data                    | Adversário          | Placar | Competição                           | Estádio                       | Local     | Notas  |
| 16 de junho de 2020     | Werder Bremen       | 0–1    | Campeonato Alemão de 2019-20         | Weserstadion                  | Bremen    | [ 14 ] |
| 4 de julho de 2020      | Bayer Leverkusen    | 2–4    | Copa da Alemanha de 2019-20          | Estádio Olímpico de Berlim    | Berlim    | [ 15 ] |
| 23 de agosto de 2020    | Paris Saint-Germain | 0–1    | Liga dos Campeões da UEFA de 2019–20 | Estádio da Luz                | Lisboa    | [ 16 ] |
| 24 de setembro de 2020  | Sevilla             | 2–1    | Supercopa da UEFA de 2020            | Puskás Aréna                  | Budapeste | [ 17 ] |
| 30 de setembro de 2020  | Borussia Dortmund   | 2–3    | Supercopa da Alemanha de 2020        | Allianz Arena                 | Munique   | [ 18 ] |
| 11 de fevereiro de 2021 | Tigres              | 1–0    | Copa do Mundo de Clubes de 2020      | Estádio da Cidade da Educação | Al Rayyan | [ 19 ] |

## Vôlei brasileiro
Na temporada 2015-16, a equipe Sada Cruzeiro realizou um feito inédito no voleibol brasileiro: conquistou Campeonato Mineiro;  Supercopa Brasileira; Copa Brasil; Superliga - Série A; Sul-Americano de Clubes; Mundial de Clubes.